# Osmoy-Saint-Valery
Osmoy-Saint-Valery település Franciaországban, Seine-Maritime megyében. Lakosainak száma 313 fő (2022. január 1.). Osmoy-Saint-Valery Bures-en-Bray, Croixdalle, Les Grandes-Ventes, Mesnil-Follemprise, Notre-Dame-d’Aliermont, Ricarville-du-Val, Sainte-Agathe-d’Aliermont és Saint-Vaast-d’Équiqueville községekkel határos.

## Népesség
A település népességének változása:
| Lakosok száma | 347  | 345  | 340  | 324  | 320  | 314  | 315  | 314  | 313  |
|               | 2013 | 2015 | 2016 | 2017 | 2018 | 2019 | 2020 | 2021 | 2022 |